# Bitka na Bosworthskom polju
Bitka na Bosworthskom polju (ili Bitka kod Boswortha) dogodila se 22. kolovoza 1485., te je bila de facto konačna i najvažnija bitka Ratova dviju ruža, građanskog rata koji je bijesnio u Engleskoj od 1455., između kuće Lancaster i kuće York, dva ogranka dinastije Plantagenet. U bitci su se sukobili pretedent na englesko projestolje Henrik Tudor, vođa ostataka kuće Lancaster (po ženskoj liniji) i Rikard III., kralj Engleske i vođa kuće York. Na Henrikovu stranu se pri kraju bitke umiješao i utjecajni velikaš Thomas Stanley, koji je dotad bio suzdržan, što je donijelo prevagu. Rikard III. je u metežu bitke ubijen, a Henrik je postao novi engleski kralj, rodonačelnik dinastije Tudor.

## Pozadina
Pobjedom u bitci kod Tewkesburya, u svibnju 1471., Edward IV. vratio se na prijestolje, te se činilo kako je rat definitivno završio pobjedom kuće York. Jasper Tudor, njegov nećak Henrik, skupa s ostacima kuće Lancaster bježe u Bretanju. Ali, Eduard IV. naglo umire 9. travnja 1483., kada njegov sin i prijestolonasljednik Eduard mlađi ima svega 12 godina. Brat pokojnog kralja Eduarda IV., Rikard, vojvoda od Gloucestera, postaje regent. U sljedeća dva mjeseca Rikard, skupa sa sebi odanim dijelom plemstva, uspješno se obračunava sa svojim političkim protivnicima, ponajprije s udovjelom kraljicom Elizabetom Woodville, te zatvara mladog neokrunjenog kralja i njegovog mlađeg brata u Londonski toranj, nakon toga Rikard proglašava kako su Eduardova djeca nelegitimna, jer je navodno njegov brat formalno bio još uvijek u bračnom predugovoru s Eleanor Talbot, što bi značilo da je Rikard nasljednik prijestolja. Dječaci su ubrzo nestali, vjerojatno ubijeni po Rikardovoj naredbi (iako suvremeni povjesničari sumnjiče i niz drugih osoba), a sam Rikard se okrunio 26. lipnja. No, njegova vladavina bila je turbulentna, te se ubrzo sukobio sa svojim nekadašnjim saveznikom Henryjem Staffordom. Položaj mu je dodatno oslabio smrću supruge i jedinog sina do 1485. godine. Tudori, sada posljednji ostatci kuće Lancaster, iskrcali su se s vojskom u južnom Walesu u kolovozu 1485., te su se dvije vojske susrele kraj gradića Market Bosworth 22. kolovoza. Rikardov vazal Thomas Stanley, čini se, stao je na stranu Tudora, iako samo nominalno, te se sa svojim snagama pojavio na bojištu samostalno. 

## Bitka
Vojska Henrika Tudora brojila je oko 5000 ljudi, uključujući i plaćenike iz Francuske, dok je Rikardova vojska brojila oko 10 000. Thomas Stanley imao je 5 000 ljudi. Nakon što su se pješaštvo i konjica dviju vojski sukobile, te nitko nije odnio prevagu, Rikard je naredio svom desnom krilu pod vodstvom vojvode od Northumberlanda da krene u napad, no to se nije dogodilo, moguće zbog izdaje. Rikard je zatim opazio Henrika Tudora kako relativno izoliran od ostatka vojske promatra bitku iza prve crte, te se s 800 vitezova zaletio prema svome protivniku. Iako je udar Rikardove konjice gotovo uspio koštati Tudora života, njegovo pješaštvo uspjelo je obraniti svog vođu. Istovremeno Stanley se umješao sa svojim snagama na Tudorovu stranu, te se kralj Rikard našao okružen, te je ubrzo poginuo. Henrik Tudor postao je kraljem Engleske i vjenčao se s Elizabetom, kćeri kralja Eduarda IV., simbolično ujedinivši dvije zaraćene dinastije. Iako se Henrik dvije godine kasnije morao obračunati s ostacima yorkista na polju Stoke, krajem Ratova dviju ruža simbolično je završilo englesko srednjovjekovlje. 

## Posljedice
Smrću Rikarda III. dinastija Anjou-Plantagenet je nestala nakon 331 godine vladanja Engleskom. Dinastija Tudor vladat će Engleskom idućih 118 godina, te će u tom razdoblju Engleska postati protestantsko kraljevstvo pod vladavinom velikih tudorskih vladara poput Henrika VIII. i njegove kćeri Elizabete I.